# 商鞅似多枝介
商鞅似多枝介（学名：Polycopinoidea shangyangi）为多枝介科似多枝介屬下的一个种。